# سپتامبر ۲۰۱۱
سپتامبر ۲۰۱۱، یکی از ماه‌های ۲۰۱۱ (میلادی) است.
آغاز آن، روز پنجشنبه برابر با ۱۰ شهریور ۱۳۹۰ خورشیدی.

## ۱ سپتامبر۲۰۱۱
- قطع رابطه پنجمین سازنده جرثقیل با جمهوری اسلامی ایران

## ۲ سپتامبر۲۰۱۱
- کشف بقایای کهنترین کرگدن تاریخ

## ۳ سپتامبر۲۰۱۱
- گزارش جديد آژانس انرژی اتمی از احتمال برنامه تسليحات هسته ای در ايران ابراز نگرانی کرد

آژانس بین المللی انرژی اتمی می گوید که نگران آن است که ایران مخفیانه در حال کار بر روی اجزای یک برنامه سلاح اتمی است. العربیه، بی بی سی، رادیوفردا
- ارسال تصاویر جدید مریخ نورد ناسا

## ۴ سپتامبر۲۰۱۱
- حمله به دراویش گنابادی در استان فارس

در پی ایجاد آشوب و درگیری لباس شخصی‌ها با دراویش نعمت اللهی گنابادی، و همچنین تیراندازی و درگیری‌های خشونت بار در شهرستان کوار در استان فارس، این شهر حالت نظامی و امنیّتی به خود گرفت. بنا بر گزارشهای رسیده، دو اتوبوس از نیروهای منتسب به بسیج، شامگاه پنجشنبه دهم شهریورماه برای ایجاد درگیری با دراویش نعمت اللهی گنابادی به کوار اعزام شدند و در سطح این شهرستان به تظاهرات و سردادن شعار «مرگ بر درویش آمریکایی» پرداختند. بی بی سی، رادیوفردا، اخبارروز
- پس از ۳۰ سال برق اتمی بوشهر به شبکهٔ سراسری متصل شد

نیروگاه اتمی بوشهر شنبه دوازدهم شهریور با قدرت نزدیک ۶۰ مگاوات به شبکهٔ سراسری متصل شد و مراسم بهره‌برداری مقدماتی نیروگاه بوشهر ۲۱ شهریور برگزار می‌شود.
به گزارش«تابناک»، روابط عمومی سازمان انرژی اتمی اعلام کرد: نیروگاه اتمی بوشهر ساعت ۲۳:۲۹ دقیقه شنبه دوازدهم شهریور ماه سال جاری با قدرت نزدیک ۶۰ مگاوات به شبکه سراسری متصل شد.
بنا بر این گزارش، این رویداد با هماهنگی مدیریت شبکه برق کشور و به منظور فراهم آوردن شرایط لازم برای بهره‌برداری مقدماتی از نخستین نیروگاه اتمی برق خاورمیانه کلید خورد.
آزمایش‌های لازم برای حصول اطمینان از هماهنگی این پروژه با شبکه سراسری در روزهای آینده ادامه می‌یابد.
به گفته مقامات هسته‌ای ایران، مراسم بهره‌برداری مقدماتی نیروگاه اتمی بوشهر در تاریخ ۲۱ شهریور ۹۰ در محل این نیروگاه برگزار خواهد شد.   تابناک
- ادامه کشتار در سوریه

## ۵ سپتامبر۲۰۱۱
- استفتا رهبر ایران در مورد بستنی طلای برج میلاد

## ۶ سپتامبر۲۰۱۱
- سقوط هواپیمای بازیکنان هاکی روسیه

## ۷ سپتامبر۲۰۱۱
- دریافت تصاویر بی نظیر از سطح ماه

کاوشگر Lunar Reconnaissance Orbiter که به منظور مطالعهٔ کره ماه در سال ۲۰۰۹ توسط ناسا به فضا پرتاب شد، تصاویر بی نظیری را از سطح کره ماه به زمین فرستاده است. قدرت تفکیک این تصاویر به حدی بالاست که جای رد پای فضانوردان آپولو ۱۲، آپولو ۱۴، و آپولو ۱۷ پس از گذشت ۴۰ سال بر روی سطح ماه بوضوح در این تصاویر دیده میشود. لس آنجلس تایمز، تایم، ام اس ان بی سی
- اعدام سه همجنسگرا در ایران

## ۸ سپتامبر۲۰۱۱
- انتشار گزارش مجمع جهانی اقتصاد از وضعیت رقابت در میان کشورهای جهان

## ۹ سپتامبر۲۰۱۱
- هشدار گوگل به کاربران ایرانی

گوگل به کسانی که دارای حسابهای کاربری جی میل هستند هشدار داد هر چه سریعتر گذرواژه های خود را عوض کنند. این هشدار در پی حملات سایبری چند روز گذشته به یک شرکت در هلند صورت گرفت. رویترز، پی سی مگزین، پی سی ورلد
- یادبود یازدهم سپتامبر بر روی کره مریخ

## ۱۰ سپتامبر۲۰۱۱
- اختلاس سه میلیارد دلاری بانک صادرات ایران، بی‏ سابقه‏ ترین پرونده فساد مالی ۳۰ سال گذشته

## ۱۱ سپتامبر۲۰۱۱
- غرق شدن یک کشتی در تانزانیا ۲۰۰ کشته به بار داد

یک کشتی تانزانیایی حامل حدود ۶۰۰ مسافر که بین جزایر زنگبار و پمبا در حال حرکت بود، غرق شده است. تا کنون نزدیک به دویست جسد در آب پیدا شده است و عملیات امداد و نجات ادامه دارد. دترویت فری پرس، ان دی تی وی، بی بی سی فارسی
- پرتاب دو سفینه اکتشافی ناسا به فضا

ناسا دو سفینه به نامهای Grail A و Grail B را روز گذشته بکمک موشک دلتا ۲ از مرکز فضایی کیپ کاناورال در فلوریدا به فضا پرتاب کرد. این دو سفینه ماموریت دارند تا با قرار گرفتن در مدار کره ماه، اطلاعاتی را راجع به ساختار درونی این قمر و میدان گرانشی آن بدست آورند. سان فرانسیسکو گیت، لس آنجلس تایمز
- آمریکا از همدردی مردم ایران پس از یازده سپتامبر تشکر کرد

## ۱۲ سپتامبر۲۰۱۱
- آغاز بهره‌برداری از نیروگاه اتمی بوشهر

## ۱۳ سپتامبر۲۰۱۱
- آمانو: شفّافیّت بیشتری که ایران نشان داده کافی نبوده است

## ۱۴ سپتامبر۲۰۱۱
- (برای این روز رویدادی ثبت نشده‌است).

## ۱۵ سپتامبر۲۰۱۱
- اجرای حکم شلاق سمیه توحیدلو

## ۱۶ سپتامبر۲۰۱۱
- (برای این روز رویدادی ثبت نشده‌است).

## ۱۷ سپتامبر۲۰۱۱
- عقب‌نشینی مخالفان قذافی از شهر بنی ولید

مخالفان قذّافی رهبر سابق لیبی پس از مواجهه با مقاومت شدید نیروهای وفادار به او از اطراف این شهر عقب نشستند. بی‌بی‌سی فارسی
- سقوط مرگبار هواپیمای نمایشی در نوادا

## ۱۸ سپتامبر۲۰۱۱
- (برای این روز رویدادی ثبت نشده‌است).

## ۱۹ سپتامبر۲۰۱۱
- احمدی‌نژاد به ‌قصد «اصلاح مدیریت جهانی» عازم نیویورک شد

## ۲۰ سپتامبر۲۰۱۱
- برهان‌الدین ربانی، ترور شد

## ۲۱ سپتامبر۲۰۱۱
- دو آمریکایی زندانی در ایران آزاد شدند

## ۲۲ سپتامبر۲۰۱۱
- تعیین تاریخ رسیدگی به پرونده امید کوکبی

## ۲۳ سپتامبر۲۰۱۱
- گزارش ثبت ذرات سریعتر از نور

## ۲۴ سپتامبر۲۰۱۱
- سقوط ماهواره ناسا در غرب آمریکا

## ۲۵ سپتامبر۲۰۱۱
- (برای این روز رویدادی ثبت نشده‌است).

## ۲۶ سپتامبر۲۰۱۱
- سازمان جهانی بهداشت: اهواز آلوده ترین شهر جهان

سازمان جهانی بهداشت شهرهایی در ایران، هند، پاكستان، مغولستان و بوتسوانا را از جمله آلوده ترین شهرهای جهان از نظر هوا اعلام كرده است. در فهرستی كه این سازمان از حدود ۱۱۰۰ شهر تهیه كرده، شهر اهواز از نظر میزان سالانه ذرات ریزگرد و غبار كه سبب بیماری های تنفسی می شود، در صدر فهرست قرار گرفته است. از سوی دیگر شهرهای کانادا در رده بهترین هوا در میان شهرهای جهان می باشند. رادیو فردا، آسوشیتد پرس
- تکمیل نیمی از دانشنامه ایرانیکا

## ۲۷ سپتامبر۲۰۱۱
- تحویل نخستین فروند هواپیمای جدید بوئینگ ۷۸۷

## ۲۸ سپتامبر۲۰۱۱
- خرید اف-۱۶ عراق از آمریکا

عراق در راستای بازسازی نیروی هوایی این کشور با پرداخت ۳ میلیارد دلار به آمریکا، ۱۸ فروند هواپیمای جنگنده اف-۱۶ ساخت لاکهید مارتین را سفارش داد. بلومبرگ، رادیوفردا
- قصد ارسال ناوهای جنگی جمهوری اسلامی ایران به مرزهای آبی ایالات متحده آمریکا

حبیب الله سیاری، فرمانده نیروی دریایی ارتش جمهوری اسلامی ایران روز سه شنبه از برنامه برای حضور ناوهای این کشور در اقیانوس اطلس و نزدیکی مرزهای آبی آمریکا خبر داد. پیشتر جانشین رئیس ستاد کل نیروهای مسلح ایران گفته بود که کشتی های نیروی دریایی ایران می‌توانند تا ۱۲ مایلی سواحل آمریکا هم بروند. اما یک مقام مسؤول دولت آمریکا در اینباره گفت: «ایران در آبهای آزاد دنیا هر جا میتواند ناوهای خود را حرکت دهد. اما اگر قصد نزدیک شدن به مرزهای آمریکا را داشته باشد، از آنها استقبال خواهد شد». رادیو فردا، فاکس نیوز
- حکم ده ضربه شلاق در عربستان سعودی برای یک زن به جرم رانندگی

## ۲۹ سپتامبر۲۰۱۱
- والیبال ایران قهرمان آسیا شد

تیم ملی والیبال مردان ایران با پیروزی سه بر یک بر چین، برای نخستین بار قهرمان قاره آسیا شد. بی‌بی‌سی فارسی
- اعدام قریب الوقوع یک مسیحی در ایران

## ۳۰ سپتامبر۲۰۱۱
- تقدیر اوباما از نخبگان ایرانی در آمریکا